# 德拉吉尼亞
48°28′28″N 22°28′0″E / 48.47444°N 22.46667°E
德拉吉尼亞（烏克蘭語：Драгиня），是烏克蘭的村落，位於該國西部外喀爾巴阡州，由穆卡切沃區負責管轄，面積0.81平方公里，海拔高度104米，2001年人口552，人口密度每平方公里682.32人。